# Девангандж
Девангандж (бенг. দেওয়ানগঞ্জ, англ. Dewanganj) — город и муниципалитет на севере Бангладеш, административный центр одноимённого подокруга. Площадь города равна 4,54 км². По данным переписи 2001 года, в городе проживало 34 997 человек, из которых мужчины составляли 49,83 %, женщины — соответственно 50,17 %. Уровень грамотности населения составлял 31,4 % (при среднем по Бангладеш показателе 43,1 %). 